# Siángela

Mapa de algunas de las ciudades griegas de Caria y de algunas islas del Dodecaneso, donde se aprecia la ubicación de Siángela, al este de Halicarnaso.

Siángela (en griego antiguo, Συάγγελα), llamada posteriormente Teángela (en griego, Θεάγγελα), fue una antigua ciudad griega de Caria.
Estrabón señala que la tribu de los léleges se había extendido por Caria y parte de Pisidia y fundaron ocho ciudades pero luego estos léleges se distribuyeron por toda Grecia, desapareció la tribu y, según Calístenes, Mausolo unió seis de las ciudades en sinecismo para formar Halicarnaso, y de las ocho primitivas ciudades solo se mantuvieron independientes Siángela y Mindo.
Sin embargo, Plinio el Viejo señala que fue Alejandro Magno quien unió a Halicarnaso seis ciudades en sinecismo, y entre las seis cita la ciudad de Teángela, junto a Side, Medmasa, Uranio, Pédaso y Telmiso.
Siángela perteneció a la Liga de Delos puesto que aparece mencionada en registros de tributos a Atenas entre los años 454/3 y 427/6 o 426/5 a. C.